# Тиле, Карл Роберт Артур
Карл Роберт Артур Тиле (нем. Carl Robert Arthur Thiele, также известный как Артур Тиле; 2 ноября 1860, Лейпциг — 18 июня 1936, там же) — немецкий художник, живописец, рисовальщик, акварелист, иллюстратор и декоратор.

## Работы
Самыми известными произведениями Артура Тиле являются почтовые открытки, которых им создано огромное количество. Они пользовались успехом у современников и до сих пор являются предметом коллекционирования.
Сын художника, Эмиль Макс Фриц, в 1969 году в семейной биографии «К истории семьи Тиле», писал:

Его основная работа кормила его, за редким исключением, всю жизнь, и вполне его удовлетворяла.
Оригинальный текст (нем.)Seine Arbeit war sein Leben lang mit wenigen Ausnahmen Brotarbeit, die ihn aber durchaus befriedigte.
Открытки играли большую роль в его творчестве […] Одной из его специальностей были, в соответствии со вкусом времени, очеловеченные животные, особенно таксы и кошки. В профессиональных кругах он был известен под именами «Тиле-такса» и «Тиле-кошка».
Оригинальный текст (нем.)Die Postkarte hat in seinem Schaffen eine große Rolle gespielt […] Eine seiner Spezialitäten waren, dem Zeitgeschmack entsprechend, vermenschlichte Tiere, besonders Dackel und Katzen. In Fachkreisen war er unter den Namen ‚Dackel-Thiele‘ oder auch ‚Katzen-Thiele‘ bekannt.

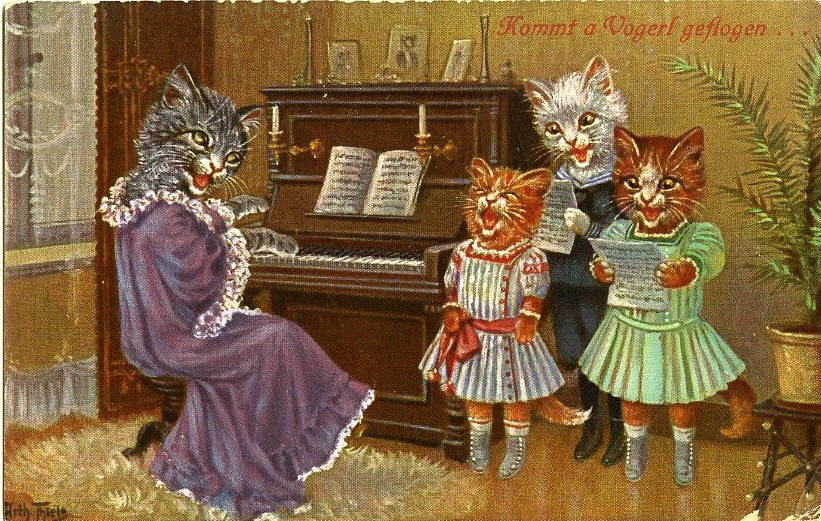
Поющие коты, Рождественская открытка
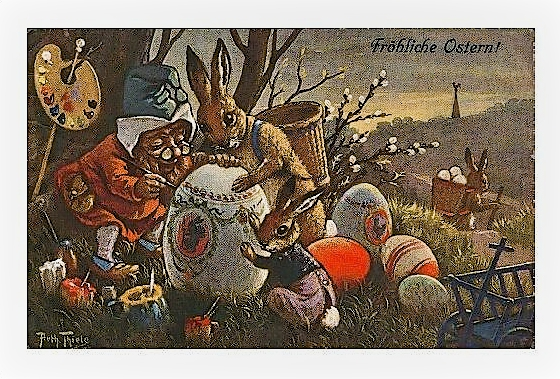
Пасхальные зайцы, 1919
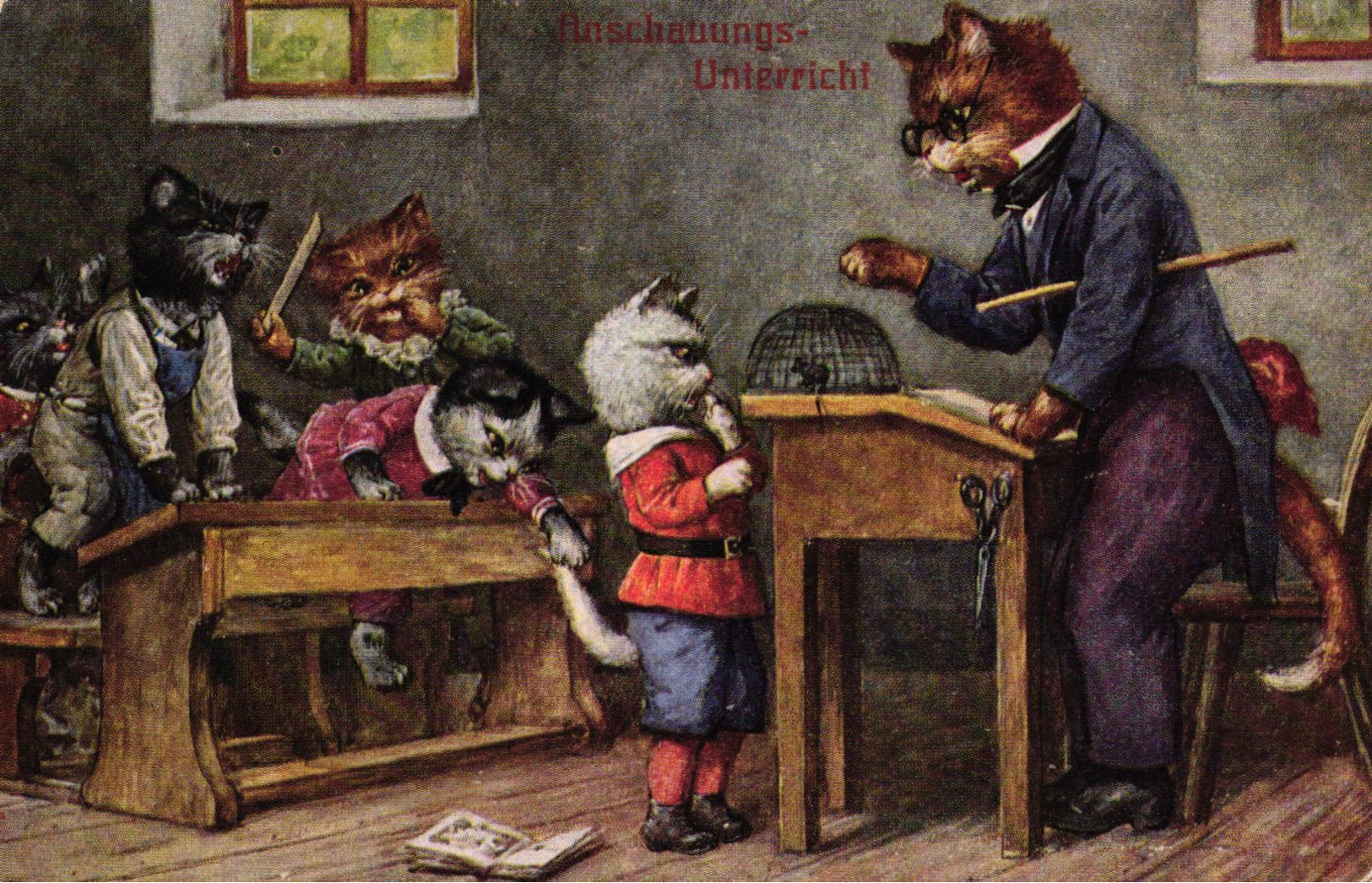
В кошачьей школе, 1936
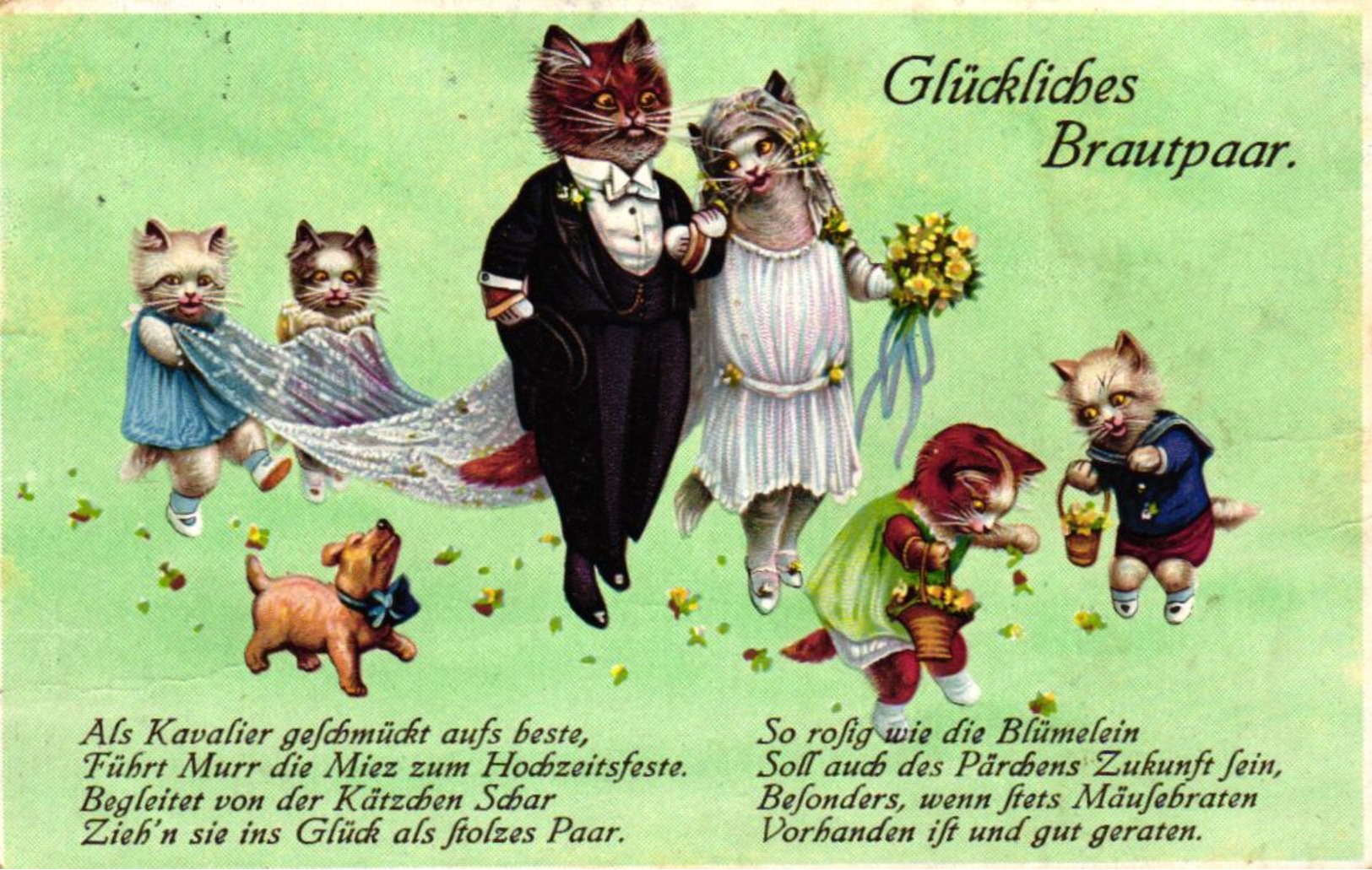
Свадебная открытка

## Семья
Артур Тиле родился в семье мастера музыкальных инструментов Карла Готхельфа Тиля (1813—1885) и Фридерики Вильгельмины Тиле, урождённой Флюгель (1817—1874).
В 1886 году женился на Лене Анне Луизе Тиле, урождённой Фишер (1861—1944), в браке с которой родилось два сына: Карл Артур Вальтер (1889-??), художник, график и преподаватель Лейпцигской академии изящных искусств, и Эмиль Макс Фриц (1899—1971).

## Память
В Лейпциге одна из улиц названа в его честь.